# ویسلی دیود
ویسلی دیود (انگلیسی: Wesley Addy؛ ۴ اوت ۱۹۱۳ – ۳۱ دسامبر ۱۹۹۶) یک هنرپیشه اهل ایالات متحده آمریکا بود. وی بین سال‌های ۱۹۵۰ تا ۱۹۹۶ میلادی فعالیت می‌کرد.